# Saint-Jodard
Saint-Jodard este o comună în departamentul Loire din sud-estul Franței. În 2009 avea o populație de 557 de locuitori.

## Evoluția populației
| An        | 1975 | 1982 | 1990 | 1999 | 2006 | 2009 |
| --------- | ---- | ---- | ---- | ---- | ---- | ---- |
| Populație | 438  | 345  | 421  | 604  | 636  | 557  |